# 助崎城
助崎城（すけざきじょう）は、千葉県成田市名古屋にあった日本の城。

## 概要
助崎城は、千葉常胤の四男・大須賀胤信が築城し、子孫に伝えたと言われる。一方、平忠常のひ孫の大須賀常継が築いたという説もある。
成田市大室の円通寺の記録によると、最初胤信は助崎城を築き、後に松子城を築いてそちらに移った。助崎城は、子息の通信に守らせたが、のちに再び助崎城に戻り、領土を増やした。享徳三年（1454年）の「享徳の乱」では、四世の孫・胤輝は宗家と争ったが、家臣とともに円通寺に退去した。
天正18年（1590年）に助崎城主は小田原に加勢に行っていて不在だったが、その時松子城方から豊臣秀吉の軍勢に攻められた。このとき、城主の姫はなぎなたを振るって戦ったが、かなわないので馬に乗って逃れた。このとき城下の小川を跳ねて渡り、近くの祥鳳院に駆け込んだ。しかし、留守で入ることができなかったので、さらに大室の円通寺まで逃れてかくまってもらった。以来、この小川を「お跳ね川」と呼ぶようになり、やがて「尾羽根川」と言われるようになったとの伝説がある。
このとき姫が使ったと伝えられるなぎなたは、現在も円通寺に保存されており、毎年7月19日の須賀神社の祭礼では、神輿の先頭に立つ人が担いで歩いている。

## 構造
成田市コミュニティバスの須賀神社前停留所から400メートルほど南下すると乗願寺がある。この乗願寺が助崎城の大手門だと言われている。本丸はさらに南方の半島形台地の先端で、東・南・西の3方に水田が広がっている。

## アクセス
- 成田市コミュニティバス　須賀神社前　徒歩15分